# إيغل ليك
إيغل ليك (بالإنجليزية: Eagle Lake, Texas)‏ هي مدينة تقع بولاية تكساس في شمال شرق الولايات المتحدة. تبلغ مساحة هذه المدينة 7.1 (كم²)، وترتفع عن سطح البحر 53 م، بلغ عدد سكانها 3664 نسمة في عام 2000 حسب إحصاء مكتب تعداد الولايات المتحدة وتصل الكثافة السكانية فيها 519.2 نسمة/كم2.

## التركيبة السكانية
حدّد مكتب تعداد الولايات المتحدة بيانات التركيبة السكانية لإيغل ليك في تعداد الولايات المتحدة. في ما يلي، التركيبة السكانية حسب تعدادي 2000 و2010.

### تعداد عام 2000
بلغ عدد سكان إيغل ليك 3,664 نسمة بحسب تعداد عام 2000، وبلغ عدد الأسر 1,296 أسرة وعدد العائلات 936 عائلة مقيمة في المدينة. في حين سجلت الكثافة السكانية 481.5 نسمة لكل كيلومتر مربع (1,247.1/ميل2). وبلغ عدد الوحدات السكنية 1,500 وحدة بمتوسط كثافة قدره 197.1 لكل كيلومتر مربع (510.5/ميل2).
وتوزع التركيب العرقي للمدينة بنسبة 52.78% من البيض و23.39% من الأمريكيين الأفارقة و0.66% من الأمريكيين الأصليين و0.03% من سكان جزر المحيط الهادئ و20.47% من الأعراق الأخرى و2.67% من عرقين مختلطين أو أكثر و44.21% من الهسبانيون أو اللاتينيون من أي عرق.
بلغ عدد الأسر 1,296 أسرة كانت نسبة 42% منها لديها أطفال تحت سن الثامنة عشر تعيش معهم، وبلغت نسبة الأزواج القاطنين مع بعضهم البعض 52% من أصل المجموع الكلي للأسر، ونسبة 16.5% من الأسر كان لديها معيلات من الإناث دون وجود شريك، بينما كانت نسبة 3.7% من الأسر لديها معيلون من الذكور دون وجود شريكة وكانت نسبة 27.8% من غير العائلات. تألفت نسبة 23.8% من أصل جميع الأسر من عدة أفراد يعيشون في نفس المنزل ونسبة 11.5% كانت تتألف من شخص يعيش بمفرده يبلغ من العمر 65 عاماً أو أكثر. وبلغ متوسط حجم الأسرة المعيشية 2.78، أما متوسط حجم العائلات فبلغ 3.31.
بلغ العمر الوسطي للسكان 33.9 عاماً. وكانت نسبة 29.8% من القاطنين تحت سن الثامنة عشر، وكانت نسبة 9.2% بين الثامنة عشر والرابعة والعشرين عاماً، ونسبة 24.9% كانت واقعةً في الفئة العمرية ما بين الخامسة والعشرين والرابعة والأربعين عاماً، ونسبة 21.8% كانت ما بين الخامسة والأربعين والرابعة والستين، ونسبة 12.7% كانت ضمن فئة الخامسة والستين عاماً فما فوق. يوجد لكل 100 أنثى 96.8 ذكر، ويوجد لكل 100 أنثى في الثامنة عشر من عمرها فما فوق 93.2 ذكر.
بلغ متوسط دخل الأسرة في المدينة 27,101 دولارًا، أما متوسط دخل العائلة فبلغ 29,201 دولارًا. وكان متوسط دخل الذكور 26,025 دولارًا مقابل 20,299 دولارًا للإناث. وسجل دخل الفرد الخاص بالمدينة 12,426 دولارًا. وكانت نسبة 15% من العائلات ونسبة 19.7% من السكان تحت خط الفقر، وكان من هؤلاء نسبة 24.5% تحت سن الثامنة عشر ونسبة 17.8% في الخامسة والستين من العمر وما فوق.

### تعداد عام 2010
بلغ عدد سكان إيغل ليك 3,639 نسمة بحسب تعداد عام 2010، وبلغ عدد الأسر 1,289 أسرة وعدد العائلات 914 عائلة مقيمة في المدينة. في حين سجلت الكثافة السكانية 478.2 نسمة لكل كيلومتر مربع (1,238.5/ميل2). وبلغ عدد الوحدات السكنية 1,517 وحدة بمتوسط كثافة قدره 199.3 لكل كيلومتر مربع (516.2/ميل2).
وتوزع التركيب العرقي للمدينة بنسبة 58.09% من البيض و22.73% من الأمريكيين الأفارقة و1.10% من الأمريكيين الأصليين و0.11% من الأمريكيين ذوي الأصول الآسيوية و0.05% من سكان جزر المحيط الهادئ و14.76% من الأعراق الأخرى و3.16% من عرقين مختلطين أو أكثر و54.69% من الهسبانيون أو اللاتينيون من أي عرق.
بلغ عدد الأسر 1,289 أسرة كانت نسبة 40.1% منها لديها أطفال تحت سن الثامنة عشر تعيش معهم، وبلغت نسبة الأزواج القاطنين مع بعضهم البعض 45.3% من أصل المجموع الكلي للأسر، ونسبة 17.3% من الأسر كان لديها معيلات من الإناث دون وجود شريك، بينما كانت نسبة 8.3% من الأسر لديها معيلون من الذكور دون وجود شريكة وكانت نسبة 29.1% من غير العائلات. تألفت نسبة 25.7% من أصل جميع الأسر من عدة أفراد يعيشون في نفس المنزل ونسبة 11.5% كانت تتألف من شخص يعيش بمفرده يبلغ من العمر 65 عاماً أو أكثر. وبلغ متوسط حجم الأسرة المعيشية 2.82، أما متوسط حجم العائلات فبلغ 3.38.
بلغ العمر الوسطي للسكان 34.4 عاماً. وكانت نسبة 29.7% من القاطنين تحت سن الثامنة عشر، وكانت نسبة 8.4% بين الثامنة عشر والرابعة والعشرين عاماً، ونسبة 24% كانت واقعةً في الفئة العمرية ما بين الخامسة والعشرين والرابعة والأربعين عاماً، ونسبة 24.8% كانت ما بين الخامسة والأربعين والرابعة والستين، ونسبة 13.1% كانت ضمن فئة الخامسة والستين عاماً فما فوق. وتوزع التركيب الجنسي للسكان بنسبة 50% ذكور و50% إناث.

## أعلام
- جوش أشتون
- هوي فيتزجيرالد

## وصلات خارجية
- The US50 - Cities and Towns in Texas State